# Dilkea tillettii
Dilkea tillettii je biljka iz porodice Passifloraceae, roda Dilkea. Prihvaćeno je ime. Nema sinonima.Nazvana je po botaničaru Steveu Tillettu iz Caracasa.
Spada u podrod Epkia.
Raste u Kolumbiji (Amazonas, Araracuara, Leticia, Caquetá), Ekvadoru (Napo, Orellana, Loreto, Pastaza), Peruu (Loreto, Maynas, Pasco, Oxapampa, Florída, Río Putumayo kod ušća Río Zubinete), od 120 do 300 metara nadmorske visine.<
Nije svrstana u IUCN-ov popis ugroženih vrsta.

## Vanjske poveznice
- Dilkea na Germplasm Resources Information Network (GRIN)  Arhivirana inačica izvorne stranice od 5. svibnja 2009. (Wayback Machine), SAD-ov odjel za poljodjelstvo, služba za poljodjelska istraživanja.